# Zschorna (Thiendorf)
Zschorna ist eine Siedlung im Norden des sächsischen Landkreises Meißen und gehört zur Gemeinde Thiendorf.

## Geographie
Der Ort gruppiert sich um das Schloss Zschorna und grenzt bei der Springbachmündung unmittelbar an die südlichen Ufer des Radeburger Großteiches (Speicher Radeburg II). In den anderen drei Himmelsrichtungen wird es vom Wald der Königsbrücker Heide eingeschlossen.
Der Ort befindet sich 25 Kilometer nördlich von Dresden. Die Nachbarorte sind das über einen Dammweg im Norden angebundene Lötzschen und Dobra im Osten. Beide Orte gehören seit 1950 ebenfalls zur Gemeinde Thiendorf.

## Geschichte
Der Ort wurde 1350 als „Apecz de Schornow“ erwähnt, der Name Zschorna geht auf das Jahr 1501 zurück, seit 1875 wurde die Siedlung als „Zschorna bei Radeburg“ bezeichnet.
Hugolt von Schleinitz erwarb das Gut 1488 und errichtete ein Vorwerk. Im 17. Jahrhundert ging Zschorna an Siegfried von Lüttichau, 1671 durch Eheschließung und Erbfolge an das Adelsgeschlecht Beichlingen. Durch diese wurden die Teiche befestigt und die Wohnanlagen erweitert.
Nach weiteren Besitzerwechseln durch Erbfolge oder Verkauf wurde das Schloss 1852 von Friedrich August von Boxberg erworben.
Das Gut Zschorna wurde 1936 unter Zwang an den Fürst zu Stolberg-Roßla verkauft. In dem an das Schloss angrenzende Waldstück entstand ein Barackenlager. Es wurde von der SA als Bannlager und vom Reichsarbeitsdienst als Lager für weibliche Arbeitsdienstleistende (Arbeitsmaiden) und Maidenführerinnenschule genutzt.
Eine russische Kommandantur quartierte sich 1945 ein, das Barackendorf wurde 1947/49 in ein Erholungsheim der FDJ und in eine Pionierleiterschule umgestaltet. Bis 1990 diente es als Ferienlager des Stahlwerkes Riesa und wurde in der vormilitärischen Ausbildung genutzt. Seit der Wende 1990 steht das Schloss weitgehend leer.
Zschorna zählte bis 1994 zur Gemeinde Dobra und war nach deren Eingemeindung dem 5 km entfernten Tauscha als Ortsteil zugeordnet. Tauscha ließ sich zum 1. Januar 2016 nach Thiendorf eingemeinden.

## Persönlichkeiten
- Ferdinand von Rayski, * 23. Oktober 1806 in Pegau; † 23. Oktober 1890 in Dresden, bedeutender deutscher Grafiker und Porträtmaler des 19. Jahrhunderts
- Wolf Dietrich von Beichlingen (1665–1725), Großkanzler und Oberhofmarschall am sächsischen Hof, 1703 bis 1709 Gefangener auf der Festung Königstein
- Friedrich August von Boxberg, * 24. Juli 1816 in Dresden; † 11. Januar 1871 in Zschorna, Eigentümer von Schloss Zschorna ab 1852 und Vetter von Ferdinand von Rayski
- Ida von Boxberg,  * 23. August 1806 zu Jüterbog; † 1. November 1893 in Zschorna, Schwester von Friedrich August und erste Altertumsforscherin Sachsens, ab 1873 wohnhaft auf Schloss Zschorna[3]

## Bilder

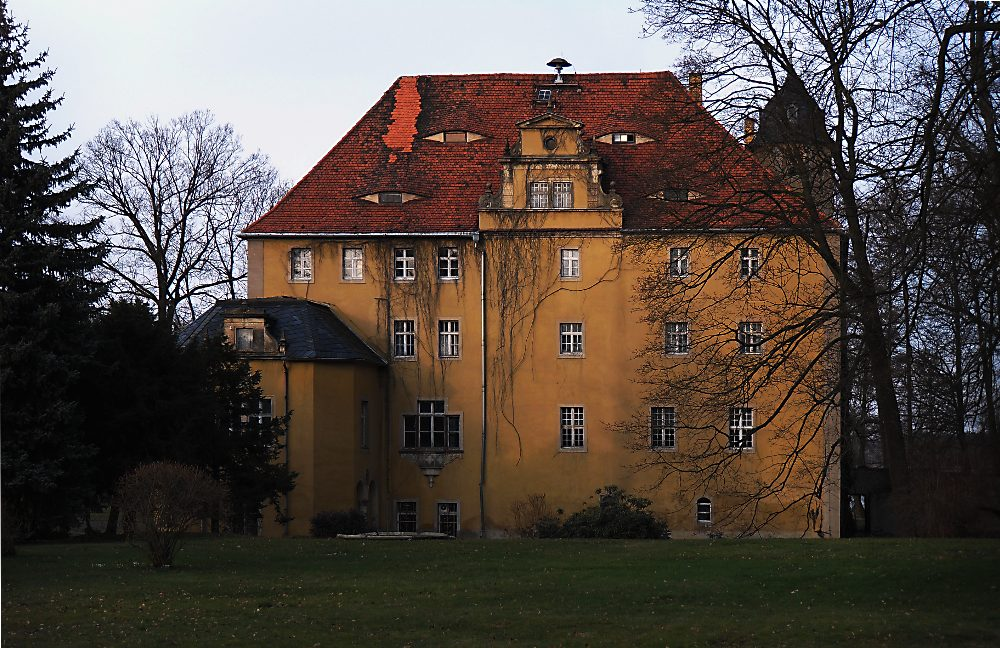